# 达维德·杜耶
达维德·唐纳德·于贝尔·罗歇·杜耶（法語：David Donald Hubert Roger Douillet，法語發音：[david dɔnald ybɛʁ ʁɔʒe dujɛ]；1969年2月17日—），法国男子柔道运动员。他曾代表法国参加1992年、1996年和2000年夏季奥林匹克运动会柔道比赛，共获得二枚金牌和一枚铜牌。